# 格雷丝·内维尔
格雷丝·内维尔（英語：Grace Neville；2000年4月9日—），新西兰女子足球运动员，司职后卫，目前效力于倫敦城雌獅足球俱樂部和新西兰国家女子足球队。她曾代表新西兰参加2024年夏季奥林匹克运动会女子足球比赛。